# Мечислав Свенціцький

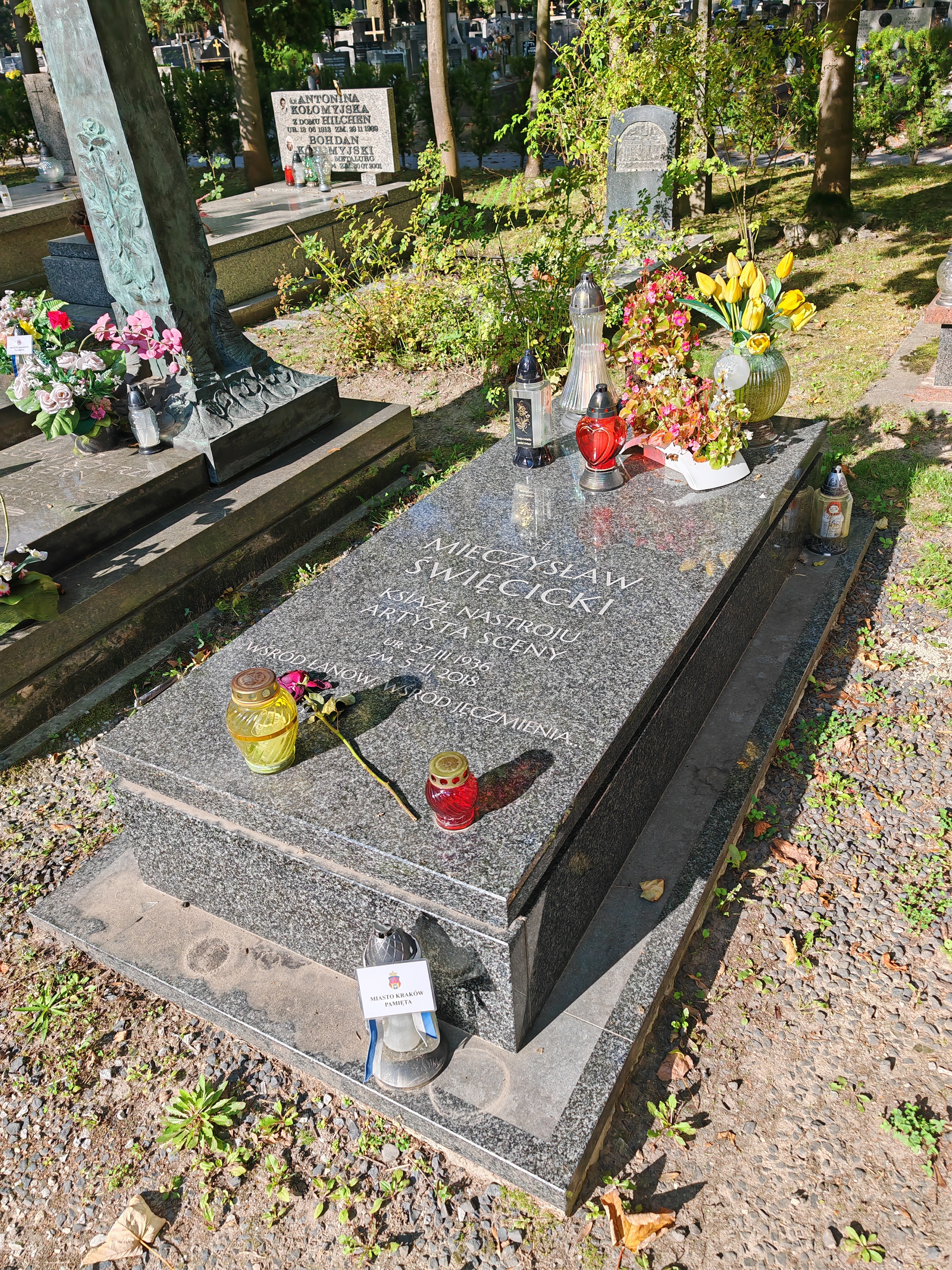
Могила Мечислава Свенціцького.

Мечи́слав Свенці́цький (пол. Mieczysław Święcicki; 26 або 27 березня 1936, Сокаль — 5 лютого 2018, Краків) — польський співак, актор і режисер.

## Біографічні дані
Мечислав Свенціцький народився в Сокалі, в сім'ї Броніслава й Ольги. Мав брата Юліана († 2010) і сестру. Батько був родом із Вільнюса, мати — зі Львова. Свенціцькі проживали у власному домі, поряд із річечкою Млин. У цій родині любили співати, й Броніслав заохочував сина до музики. З початком Другої світової війни батько, як офіцер флоту, вирушив до Гдині, потрапив у табір в Осташкові, звідки втік і переховувався вдома в підвалі. У Сокалі Мечислав встиг закінчити три класи початкової школи. 1946 року Свенціцькі перебралися до Ярослава, де батько, закінчивши педагогічні курси, вчителював, а мати підторговувала. Після семи класів середньої школи Мечислав вступив до будівельного технікуму, де брав участь в ансамблі пісні й танцю — грав на кларнеті. Паралельно він здобув освіту в музичній школі. Закінчивши технікум у 1954-му, Свенціцький поїхав за скеруванням до Дуклі, де півтора року пропрацював у будівельному підприємстві «Цергова». Там він став одним із засновників ансамблю пісні й танцю «Підкарпаття». Наприкінці літа 1956 року вступив на вокальне відділення Краківської консерваторії.
Тоді ж Свенціцький познайомився з Пйотром Скшинецьким, засновником краківського літературного кабаре «Підвал „Під баранами“» («Piwnica pod Baranami») й восени 1956 року дебютував у ньому в програмі «Озеро трьох віщунок». Надалі Свенціцький виступав у цьому кабаре. Виконував здебільшого вокальні номери — зокрема пісні Зиґмунта Конечного, а також циганські та російські романси, особливо з репертуару Олександра Вертинського («Madam Irene», «To były piękne dni», «Wasze palce zimne są»). Завдяки артистизму й задушевності виконання він дістав прізвисько «Князь настрою» («Książę nastroju»). Кабаре відзначалося вільнодумством, і кілька разів міська влада пробувала його закрити. 1976 року Свенціцький припинив співпрацю з «Підвалом „Під баранами“» й поновив її у 2001-му. Відтоді був незмінний учасник виступів цього кабаре аж до смерті.
Закінчивши в 1960 році консерваторію, Свенціцький починає театральну діяльність. У 1960—1963 роках він співпрацював із краківським Рапсодійним театром, виконавши, зокрема, ролі Ламме Гудзака (Jagnuszek Poczciwiec) у «Тілі Уленшпігелі» / «Dyl Sowizdrzał» (1960) і В'язня у «Дзядах» (1961). 1963 року поставив у формі вестерну «Стару легенду» за Юзефом Ігнацієм Крашевським у краківському Театрі-38. Того ж року Свенціцький дістав стипендію московського Театру на Таганці. У Москві познайомився з дружиною та дочками Вертинського й, гостюючи в них, виконував його романси під акомпанемент Дмитра Шостаковича. Кілька сезонів Свенціцький належав до трупи краківського Старого театру імені Гелени Моджеєвської й, зокрема, зіграв ролі у виставах «Вийшов із дому» Тадеуша Ружевича (1965), «Підсвічник» Альфреда Мюссе та «Генріх Четвертий» Вільяма Шекспіра. Згодом він перебрався до Катовиць, де працював директором «Сілезької естради». 1970 року у Варшаві Свенціцький склав іспит на акторську професійність. У жовтні 1975-го він став режисером і водночас актором музичного спектаклю «Незакінчений романс» у катовицькому Сілезькому театрі імені Станіслава Виспянського. 1979 року в Телевізійному театрі виконав роль Кацпера у п'єсі Леона Шіллера «Пасторалька». Свенціцький виступив на театральних фестивалях в Абруццо та Нансі.
Упродовж усієї творчої діяльності Свенціцький виступав також як естрадний співак, концертував у Франції, Італії, СРСР, НДР, Чехословаччині, Угорщині та США. З 1963-го він брав участь у пісенних фестивалях у Ополе, Колобжегу (1977, 1978, 1980, 1981, 1985, 1986) та Зеленій Гурі (1971), здобував на них премії. Через свою участь у цих прорадянських (крім ополівського) фестивалях Свенціцький мав непорозуміння з колегами у фаху. У 1980-х він кілька років проживав у США. Повернувшись до Польщі, 1989 року заснував Фонд європейської культури і мистецтва «Ars Longa», задуманий як засіб допомоги працівникам культури і мистецтва, але з часом склалося так, що головною метою цього фонду стала допомога хворим і бідним дітям. У 2010-х «Ars Longa» потрапив у фінансову скруту.
Мечислав був одружений з Іреною («Лялею») Скомпською, яка в 1971-му померла на рак, й мав від неї дочку Йоанну Клару, що здобула освіту філолога та психолога, живе у Нью-Йорку й організовує виступи артистів. Вдруге одружився з Гражиною Левицькою.
В останніх роках життя Свенціцький хворів на серце, однак не відмовлявся від виступів. 2016 року він перебув серйозну кардіологічну операцію. Востаннє Свенціцький виступив на сцені 3 лютого 2018 року, незадовго перед смертю. Помер нагло, на одній із вулиць Кракова, повертаючись додому. Похорон відбувся 15 лютого, після відправи в Маріяцькому костьолі. Поховали артиста на Алеї заслужених Раковицького цвинтаря.
2011 року знято фільм із циклу Rozmowy z Piotrem («Розмови з Пйотром» [Архівовано 11 жовтня 2020 у Wayback Machine.]), у якому Свенціцький розповів про становлення кабаре «Підвал „Під баранами“». Про життя і творчість співака катовицькі журналісти Адам Язвецький і Ян Коханьчик написали книжку "Нема життя без романсу. Мечислав Свенціцький і «Підвал „Під баранами“»" (2013). Про діяльність цього кабаре йдеться в книжці Вацлава Крупінського «Підвальні голови» (2016).

## Дискографія
- 1970 — «Żółty anioł — romanse» (Longplay) — «Жовтий ангел»
- 1978 — «Czy Pamiętasz, Żołnierzu?» (Flexi-disc) — «Чи пам'ятаєш, солдате?»
- ???? — «Litość Miej» (cygańska mel. ludowa; flexi-disc) — «Пожалій»
- 2011 — «Rosyjskie romanse śpiewa Mieczysław Święcicki» (Longplay) — «Російські романси співає Мечислав Свенціцький»
- 2013 — «Jęczmienny łan», «Serce spowiła tęsknota» (Longplay) — «Ячмінний лан», «Серце оповила туга»

## Фільмографія
- 1960 — «Rzeczywistość» / «Дійсність». Учасник капели, що співає в забігайлівці
- 1962 — «Dziewczyna z dobrego domu» / «Дівчина з порядного дому». Учасник балу в підвалі
- 1966 — «Ściana czarownic» / «Стіна чарівниць». Лижник Павліцький («Чемний»)
- 1969 — «W szponach sexu» / «В пазурах сексу». Кандидат
- 1970 — «Raj na ziemi» / «Рай на землі». Рядовий Марковський
- 1972 — «Zniszczyć pirata» / «Знищити пірата» (TV). Єндрек, чоловік Гані
- 1973 — «…Te wspaniałe bąbelki w tych pulsujących limfocytach» / «Ці чудові бульбашки в цих лімфоцитах, що пульсують…»
- 2011 — фільм із циклу Rozmowy z Piotrem («Розмови з Пйотром» [Архівовано 11 жовтня 2020 у Wayback Machine.]. Монолог

## Нагороди і відзнаки
- 1963 — Відзнака на Фестивалі польської пісні в Ополе за пісню «Не клич мене» / «Nie wołaj mnie»
- 1978 — «Золотий Перстень» на Фестивалі солдатської пісні в Колобжегу
- 1985 — «Срібний Перстень» на Фестивалі солдатської пісні в Колобжегу
- 1986 — Почесна відзнака заслуги у розвитку Кошалінського воєводства
- 2000 — Медаль «Краків — європейське місто культури, 2000»
- 2000 — звання Почесного члена монархістського союзу «Краковія» Великого князівства Краківського[15]
- 2004 — Медаль «Меценат мистецтва» і Медаль засновників Товариства друзів високого мистецтва у Кракові[pl] Амброзія Грабовського і Міхала Валерія Вєлогловського — з нагоди 150 роковин створення цього товариства
- 2005 — Відзнака «Honoris Gratia»[pl]
- 2005 — Золотий Хрест Заслуги
- 2005 — Медаль імені доктора Генрика Йордана[pl] — від Товариства друзів дітей
- 2006 — Відзнака від очільника Малопольського воєводства і фундації «Міський парк і зоологічний сад у Кракові» — за благодійну діяльність, з нагоди сімдесятиліття від дня народження та п'ятдесятиліття від початку творчості
- 2010 — Медаль «За заслуги в культурі Gloria Artis» II ступеня[16]
- 2011 — «Золотий листок ретро» і спеціальна премія міністра культури на VIII Всепольському фестивалі пісень ретро імені Мечислава Фоґґа[17]
- 2011 — Символічні ключі до Кракова — від президента міста
- 2011 — Титул Кавалера Вавельського бронзового дзвона
- 2013 — Медаль «За допомогу й сприяння» Польського туристично-краєзнавчого товариства[18]
- 2016 — Почесний громадянин Ярослава

## Почесті
- У жовтні 2018 року артисти кабаре «Підвал „Під баранами“» дали концерт у Закопаному, присвячений пам'яті про Мечислава Свенціцького[19].

## Цікаві факти
- Мечислав Свенціцький колекціонував краватки. У його зборі було понад 3500 екземплярів із усього світу[3].

## Зовнішні зв'язки
- Mieczysław Święcicki. Сайт «Filmweb» [Архівовано 4 січня 2018 у Wayback Machine.]
- Mieczysław Święcicki. Książę Nastroju. Сайт «Styl gwiazd» [Архівовано 3 січня 2018 у Wayback Machine.]
- Wacław Krupiński. W sercu wciąż romanse. «Dziennik Polski» nr 123/27.05.06 [Архівовано 4 січня 2018 у Wayback Machine.]
- Anna Agaciak. Kiedyś założył «Piwnicę pod Baranami», teraz trafi na bruk?. Сайт «Gazeta Krakowska» [Архівовано 3 січня 2018 у Wayback Machine.]
- Jerzy Duszko. Mieczysław Święcicki «twarzą w twarz». Сайт «POD-24» [Архівовано 4 січня 2018 у Wayback Machine.]
- Mieczysław Święcicki. Сайт «Encyklopedia teatru polskiego» [Архівовано 3 січня 2018 у Wayback Machine.]
- Zawsze w nastroju — Mieczysław Święcicki. Сайт «Viapoland» [Архівовано 31 березня 2014 у Wayback Machine.]
- Adam Jaźwiecki, Jan Kochańczyk. Nie ma życia bez romansu. Mieczysław Święcicki i Piwnica pod Baranami. Сайт «Czytamy książki» [Архівовано 3 січня 2018 у Wayback Machine.]
- «Urok życia — Mieczysław Święcicki». Telewizja Polska (Kraków). 24-хвилинний телефільм. Оповідь Свенцицького про театрально-музичне життя [Архівовано 4 січня 2018 у Wayback Machine.]